# Csajok, szilikon, ez lesz a Paradicsom!
A Csajok, szilikon, ez lesz a Paradicsom! egy 2008 és 2009 között vetített kolumbiai-mexikói tévésorozat.
A sorozat eredetije 2006-ban startolt Kolumbiában, Sin tetas no hay paraíso (Mellek nélkül nincs Paradicsom) címmel. A minisorozat Gustavo Bolívar könyve alapján íródott és a Canal Caracol tévécsatorna adta, utolsó epizódja nézettségi rekordot ért el az országban, 57 százalékos közönségaránnyal ment (az első részt 26 százalék látta, jelentős tehát a növekedés). Jóformán minden spanyol ajkú országban vetítették, a többi között ment Argentínában, Bolíviában, Guatemalában, Chilében, de még Puerto Ricóban is. A sztorit, a feldolgozás jogát a csatorna több országba eladta, így Spanyolországban például a Telecinco vette meg, forgatta újra és mutatta be 2009 januárjában. Az amerikai Telemundo is feldolgozta a történetet Sin senos no hay Paraíso címmel, a minisorozatból egy több mint 100 részes teleregényt csinálva. Ezt mutatta be Magyarországon a Cool „Csajok, szilikon, ez lesz a Paradicsom!” címmel. A sorozatot Kolumbiában és Mexikóban forgatták, s jelenleg is sikerrel fut a Telemundón.
A történetben a főszereplő egy Catalina nevű lány, aki a kolumbiai Pereira város egyik szerény, lepusztult negyedében lakik, amikor dílerek és mindenféle bűnözők látogatnak oda, prostituáltakat keresve. A lány kedvükre tesz, majd minden vágya az lesz, hogy nagyobb melleket csináltasson magának, hogy vonzóbb legyen, és így több pénzt tudjon kiszedni a kuncsaftokból. Idővel hatalomra és sok pénzre tesz szert, de ahogy az lenni szokott, emberi kapcsolatai félresiklanak, jönnek a tragédiák.
A sorozatról sokat írtak és beszéltek, mivel olyan témákat dolgozott fel (kábítószer, prostitúció, plasztikai műtét, gyilkosság), melyet a mélyen katolikus Kolumbiában egyszerre még nem érintettek, legalábbis nagyközönségnek szánt tévésorozatban biztosan nem.

## Cselekmény
|  | Alább a cselekmény részletei következnek! |

Catalina Santana (Carmen Villalobos), egy fiatal nő Kolumbia Pereira városában, aki hajlandó mindent megtenni, hogy kitörjön a szegénységből és hogy teljesíthesse az álmait - akkor is, ha ezzel a saját életét kockáztatja. Az anyja Hilda (Catherine Siachoque), egy szép és keményen dolgozó nő. Hiába robotol a gyermekeinek Catalinának és Byronnak (Juan Diego Sánchez) nem tudja előteremteni a luxust, amire ők vágynak.
Catalina szép, de nem olyan érzéki, mint a barátai, akik luxus prostituáltként dolgoznak a kábítószer-kereskedelem világában. Yesica "La Diabla" "Boszorka" (María Fernanda Yepez), Catalina legjobb barátja aki "beszervezi" a lányokat a kábítószer és a prostitúció világába. Yesica meggyőzi Catalinát, hogy csak a szexuális szolgáltatásaiért kapott pénzből tud kitörni a szegénységből. Catalina belevág az üzletbe, nem is kell neki sokáig várni, mert megjelenik a hírhedt drogkereskedő Titi (Gregorio Pernía). Catalinat nem válassza ki a kis mellei miatt. A helyzetet az is fokozza, hogy barátja Albeiro (Fabián Rios)szerint Cata a város királynője, de ha nagyobb mellei lennének akkor a világ királynője lehetne.
Yesicának sikerül Catalinát elvinni egy hétvégi összejövetelre ahová egy másik drogbáró Martínez ( Guillermo Quintanilla) kér 2 lányt: Ximenat (Carolina Sepúlveda) és Vanessat (Carolina Betancourt) és egy szűzlányt aki épp Cata. Martínez nem válassza ki a kis melle miatt, de az egyik testőr Caballo (Nestor Alfonso Rojas) megígéri a lánynak, hogy ha lefekszik vele, akkor ad a plasztikai műtétére elegendő pénzt. De azon az éjszaka még két testőr megerőszakolja Catalinát. Később a lány és Yesica bosszút állnak a testőrökön. Cata terhes lesz, de nem tudja ki a 3 férfi közül az apa, ezért a gyereket elveteti. A lányok megismerkednek Lorenaval (Aylín Mújica) akinek a terve, hogy Catalinat magműtetti, és az implantátumokban kokaint csempész Mexikóba - erről a lány nem tud semmit. Catalina és Yecica Mexikóban és Bogotában jár kuncsaftokhoz, Catalina szépségkirálynő lesz, eközben Dona Hilda és Albeiro összeszűri a levet, vagyis Cata barátja összejön az anyósával. Catalina bátyja Byron, beáll bérgyilkosnak, de egy "küldetés" közben életét veszti, a rendőrök lelövik. Cata melle egyre többet fáj, ezért a kitartója Marcial (César Mora) elküldi orvoshoz aki rögvest kiveszi a szilikonokat. Újakat csak fél év múlva kaphatna de a lány nem bírja kivárni ezért 3 héttel később új műtéten esik át. Catalinat és Boszorkát a kolumbiai drogosztály felkéri, hogy segítsen nekik elkapni Moront (Alí Humar). A lányok beépülnek 5 drogosztályos ügynöknővel. Nehezen, de sikerül elkapniuk a drogbárót. Albeiro eközben míg a lányok beépültek a drogosztályhoz, teherbe ejti Catalina anyját Hildat, aki kislányt vár, akit ugyancsak Catalinának fognak hívni. Nagyon sok szenvedés után Catalina hazatér ahol megtudja a hírt, ami miatt majdnem öngyilkosságot követ el, de lelke mélyén a megalátatáson túl, örül kistestvére érkezésének. Mikor már azt hiszi nem jöhet rosszabb akkor tudja meg, hogy barátnője Yesica hónapok óta kitartójával Marciallal kavar a háta mögött. Marcial testőrét Pelambret (Jose Omar Murillo) megkéri ölesse meg Boszorkát. Másnap amikor a gyilkosság történne Catalina cselt eszel ki, Yesicának öltözve háttal ülve a bérgyilkosokkal lelöveti magát.

## Szereposztás
| Szerepnév                   | Színész(nő)             | Magyar Hang        |
| --------------------------- | ----------------------- | ------------------ |
| Catalina Santana            | Carmen Villalobos       | Sánta Annamária    |
| Albeiro Manrique            | Fabián Ríos             | Magyar Bálint      |
| Hilda Santana               | Catherine Siachoque     | Farkasinszky Edit  |
| Byron Santana               | Juan Diego Sánchez      | Pálmai Szabolcs    |
| Yésica «Boszorka» Franco    | María Fernanda Yépez    | Csampisz Ildikó    |
| Paola                       | Alejandra Pinzón        | Dögei Éva          |
| Ximena                      | Carolina Sepúlveda      | Fésűs Bea          |
| Vanessa                     | Carolina Betancourt     | Szabó Zselyke      |
| Natalia Baraján             | Linda Baldrich          | Bogdányi Titanilla |
| Lina Arango                 | Laura Londoño           | Molnár Ilona       |
| Julieta Riva Palas          | Sofía Stamatiades       | Lamboni Anna       |
| Aurelio «Titi» Jaramillo    | Gregorio Pernía         | Haagen Imre        |
| Benjamin «Mariño» Martínez  | Guillermo Quintanilla   | Orosz István       |
| Lorena Magallanes           | Aylín Mújica            | Kiss Anikó         |
| Jorge                       | Víctor Rodríguez        | Maday Gábor        |
| Orlando                     | Rafael Uribe Ochoa      | Katona Zoltán      |
| Caballo                     | Nestor Alfonso Rojas    | Kapácsy Miklós     |
| Robert                      | Rodrigo Obregón         | Imre István        |
| José Miguel Cárdenas        | Roberto Mateos          | Megyeri János      |
| Fernando Rey                | Gabriel Porras          | Tóth Roland        |
| Pablo Morón                 | Alí Humar               | Kajtár Róbert      |
| Lambón                      | Jorge Sánchez           |                    |
| Cardona                     | Danilo Santos           | Papucsek Vilmos    |
| Marcial Sánchez             | César Mora              | Faragó András      |
| Pelambre                    | Jose Omar Murillo       | Szokol Péter       |
| Ramiro Duque «Fekete Ember» | Ramiro Meneses          |                    |
| «Golyó»                     | Emerson Yañez           |                    |
| José Luis «Szajkó»          | Francisco Bolivar       | Stern Dániel       |
| Mariela Manrique            | Astrid Junguito         |                    |
| Hernán Baraján igazgató     | Sigifredo Vega          | Pálfai Péter       |
| Natalia anyja               | María Margarita Giraldo | Illyés Mari        |
| Cristina Pérez              | Mónica Pardo            |                    |
| Christina apja              | Herber King             |                    |
| Christina anyja             | Margarita Duran         |                    |
| Dr. Mauricio Contento       | Juan Pablo Shuk         | Breyer Zoltán      |
| Don Antonio                 | Edmundo Troya           | Rosta Sándor       |
| Griselda                    | María Leon Arias        |                    |
| Don Jairo                   | Jhon Mario Rivera       |                    |
| Octavio                     | Cristian Tappan         |                    |
| Benjamin                    | Moises Cadavid          | Juhász György      |
| Urquia ügynök               | Luis Fernando Salas     | Szatmári Attila    |
| Roxana Pinilla ügynök       | Ana Beatriz Osorio      |                    |
| Aldemar Torrijos százados   | Joavany Álvarez         |                    |
| Martin Salgado százados     | Alejandro Rodríguez     |                    |
| Marcela Ajumada             | Mónica Uribe            |                    |
| Sara                        | Rosemary Bohórquez      |                    |
| Bonifacio Pertus            | Álvaro García           | Forgács Gábor      |
| Titi anyja                  | Ivette Zamora           |                    |
| Camilla                     | Angélica Blandon        |                    |